# Brachychalcinus retrospina
Brachychalcinus retrospina är en fiskart som beskrevs av George Albert Boulenger 1892. Brachychalcinus retrospina ingår i släktet Brachychalcinus och familjen Characidae. Inga underarter finns listade.